# Cincșor
Cincșor (deutsch Kleinschenk, siebenbürgisch-sächsisch Kloischingk, ungarisch Kissink, lateinisch Parvum Promontorium) ist ein Dorf im Kreis Brașov in der Region Siebenbürgen in Rumänien. Es ist Teil der Gemeinde Voila (Wolldorf).

## Geschichte
Im Jahre 1329 wurde das jahrhundertelang von Siebenbürger Sachsen bewohnte Straßendorf erstmals urkundlich erwähnt.

## Bevölkerung
Die Bevölkerung in Cincșor entwickelte sich wie folgt:
| 1850 | 782 | 143 | -  | 576 | 63 |
| 1920 | 901 | 319 | 18 | 563 | 1  |
| 1941 | 861 | 205 | 2  | 561 | 93 |
| 1966 | 882 | 436 | 3  | 419 | 24 |
| 1977 | 855 | 434 | 24 | 317 | 26 |
| 1992 | 720 | 556 | 22 | 86  | 56 |
| 2002 | 651 | 597 | 13 | 31  | 10 |
| 2011 | 589 | 549 | 4  | 7   | 29 |

Die höchste Einwohnerzahl des Dorfes (935) wurde 1910 ermittelt. Die höchste Bevölkerungszahl der Rumänen wurde 2002, der Deutschen (581) 1930, die der Magyaren 1977 und die der Roma (75) wurde 1930 registriert.

## Sehenswürdigkeiten
Die romanische Kirche, die einen Vorgängerbau gehabt hat, mit dem Westturm wurde Mitte des 15. Jahrhunderts erbaut. An der Südmauer des Glockenturms befindet sich eine Inschrift mit: „Erbaut 1421, repariert 1677 und 1761 - gebessert wurde 1840 und 1869“. Die sieben Meter hohe Wehrmauer hatte einen Wehrgang mit einer Dachschräge, die vier hervorstehenden Türme und der Glockenturm haben vorkragende Fachwerk-Wehrgänge.
Im Rahmen eines EU-Projektes sollen 18 Kirchenburgen, darunter auch die Kirchenburg von Kleinschenk, saniert und für den Kulturtourismus erschlossen werden. Im September 2017 wurde in der Kirchenburg eine «Künstlerresidenz» eingerichtet.

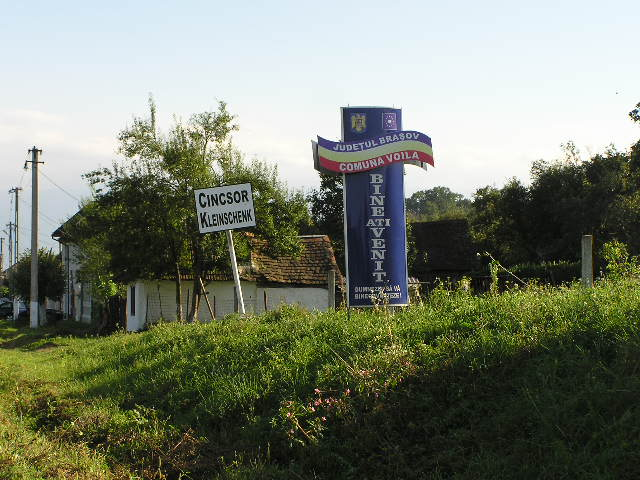
Ortsschild
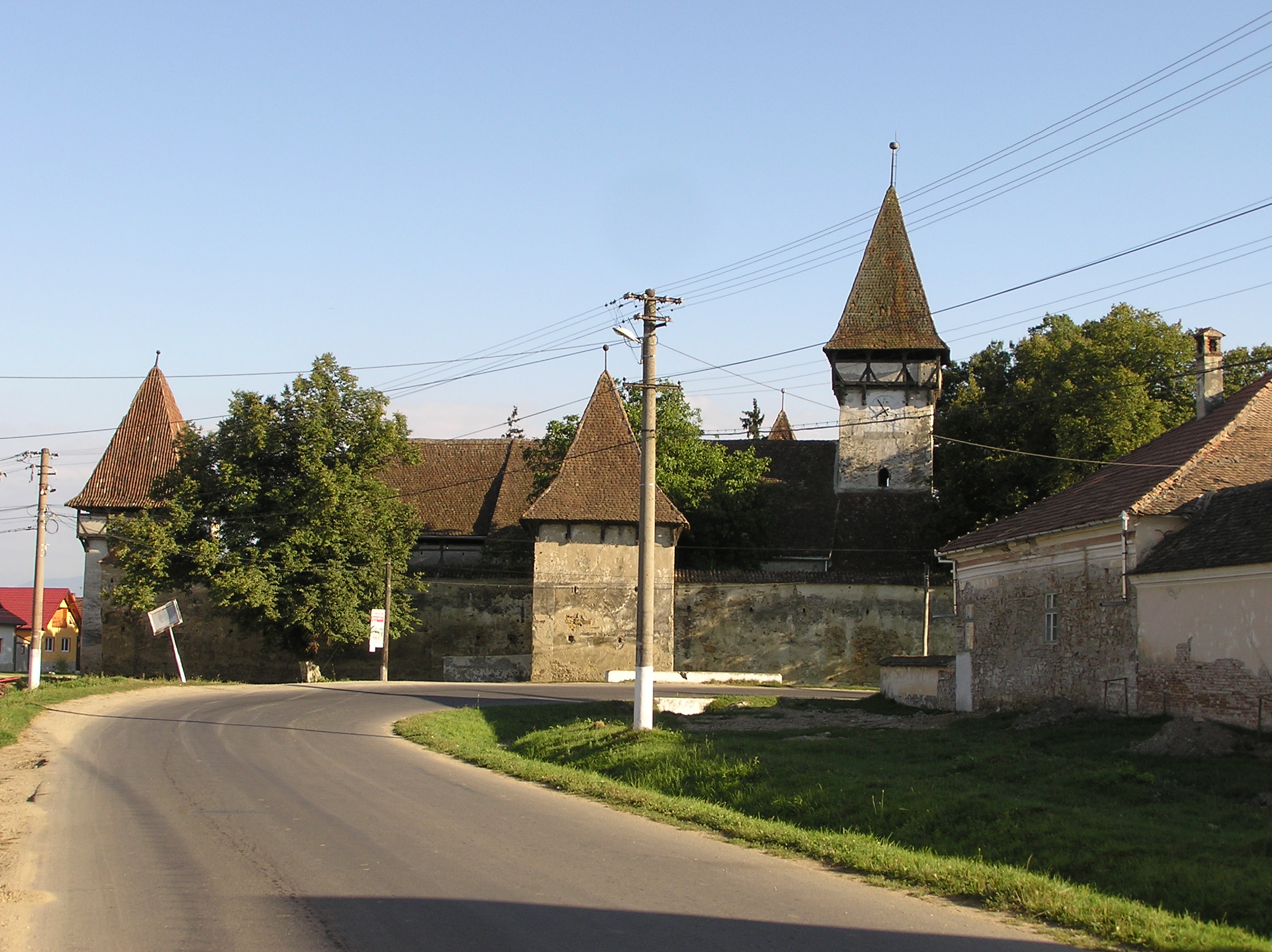
Kirchenburg
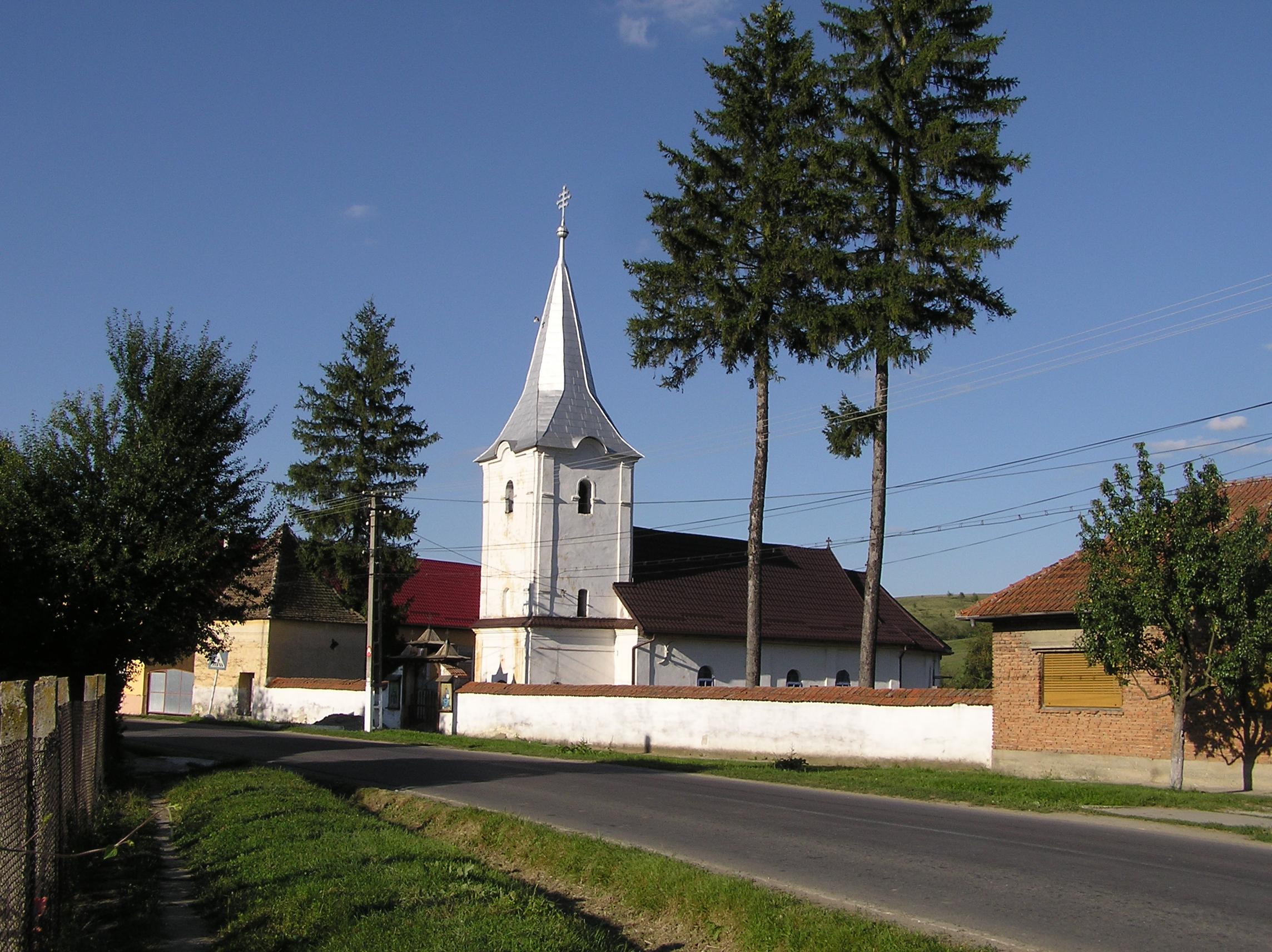
Orthodoxe Kirche